# Canon PowerShot G10
Pour les articles homonymes, voir G10.
Powershot G9 Powershot G11
Le PowerShot G10 est un appareil photo numérique compact fabriqué par Canon, sorti en octobre 2008.
Il se distingue de son prédécesseur par l'introduction d'un objectif grand angle.
Canon a reçu pour ce boîtier le prix TIPA (Technical Image Press Association) du meilleur compact « expert » en 2009.